# Višňov
Višňov (in ungherese Visnyó) è un comune della Slovacchia facente parte del distretto di Trebišov, nella regione di Košice.